# Condesa de Ségur
Sofía Fiódorovna Rostopchiná (en francés: Sophie Rostopchine; transliteración del cirílico Софья Фёдоровна Ростопчина) la Condesa de Ségur (San Petersburgo, 1 de agosto de 1799-París, 9 de febrero de 1874) fue una escritora francesa de origen ruso. Es conocida principalmente por su obra Les Malheurs de Sophie (Las desventuras de Sofía).

## Vida
Era hija del conde y ministro de relaciones exteriores del zar Pablo I de Rusia, el conde Rostopchín, cuya familia era originaria de Mongolia. En 1812, su padre era gobernador de Moscú durante la invasión del país por la Grande Armée al mando de Napoleón. Aunque los datos acerca del comienzo del gran incendio de Moscú están muy disputados, se ha dicho que el padre de Sophie Rostopchín organizó hasta cierto punto este incendio (a pesar de la oposición de los grandes propietarios de terrenos y casas en la ciudad) que obligó a Napoleón a emprender una desastrosa retirada.
Paradójicamente, más tarde su familia tuvo que exiliarse ya que cayó en desgracia ante el zar Alejandro I, sucesor de Pablo I. Estuvieron en el Ducado de Varsovia (parte de Prusia), en la Alemania de aquel entonces, en Italia, para terminar en Francia, en 1817.
Ya en París se convirtió al catolicismo, y en el año 1819 contrajo matrimonio con el conde Eugène de Ségur, con quien tuvo ocho hijos. A pesar de la progenie y del título nobiliario, el conde de Ségur era pobre (hasta que fue nombrado par de Francia en 1830) y mantuvo una relación distante con la condesa.

## Carrera como escritora

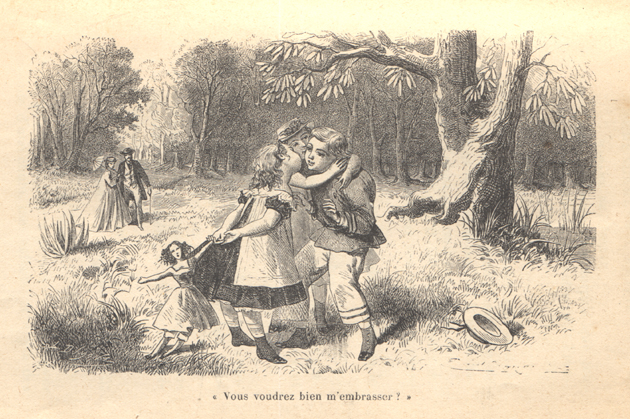
François, el jorobado

La condesa de Ségur escribió su primera novela a la edad de cincuenta y ocho años. Retirada en su propiedad de Nouettes (cerca de L'Aigle, Orne), escribió historias de corte moralista sobre los peligros que afrontan los niños en su vida de todos los días; cuentos para la infancia. Su primer libro publicado, llamado Nuevos cuentos de hadas (1857), tuvo tanto éxito que se animó a una producción constante. Las novelas de la condesa de Ségur se publicaron entre 1857 y 1871 en la  "Bibliothèque rose illustrée" por la casa editorial Hachette. Sus obras fueron reunidas en 1990 bajo el título Œuvres de la comtesse de Ségur.
Sus libros más conocidos, además del anterior, fueron:
- Memorias de un asno (1860)
- Las desventuras de Sophie (Las desgracias de Sofía) (1859)
- François, el jorobado (1864)
- Juan que llora y Juan que ríe (1866)
- El mesón del ángel custodio (La Posada del Ángel de la Guarda) (1863)
- Después de la lluvia, el buen tiempo (1871).